# Mia Brkić
Mia Brkić (* 11. Mai 2003 in Zagreb) ist eine kroatische Handballspielerin.

## Karriere

### Im Verein
Mia Brkić spielte zunächst in Kroatien für RK Sesvete Agroproteinka. 2022 unterschrieb sie einen Dreijahresvertrag beim französischen Verein Metz Handball. In der Saison 2022/23 wurde sie an Saint-Amand Handball ausgeliehen. Mit Metz gewann sie 2024 sowohl die französische Meisterschaft als auch den französischen Pokal. Seit Sommer 2024 läuft sie auf Leihbasis für den kroatischen Erstligisten ŽRK Podravka Koprivnica auf. Mit Podravka Koprivnica gewann sie 2025 die kroatische Meisterschaft und den kroatischen Pokal.

### In der Nationalmannschaft
Mit der kroatischen Juniorinnen-Nationalmannschaft belegte sie bei der U19-Europameisterschaft 2021 den 7. Platz. Weiter belegte sie mit den Juniorinnen den 12. Platz bei der U20-Weltmeisterschaft 2022.
Sie stand im Aufgebot der A-Nationalmannschaft für die Weltmeisterschaft 2023 und belegte mit Kroatien den 14. Platz. Im Turnierverlauf erzielte sie 7 Tore in zwei Spielen.